# William Heckscher

William Heckscher (hinten) mit Erwin Panofsky (vorne) deutscher Kunsthistoriker

William Sebastian Heckscher, bis 1941 Wilhelm Heckscher, (geboren 14. Dezember 1904 in Hamburg; gestorben 27. November 1999 in Princeton) war ein deutsch-US-amerikanischer Kunsthistoriker.

## Leben
William Heckscher war der Sohn von Siegfried Heckscher. Nach dem Begabtenabitur 1931 in Hamburg nahm er nach einem Treffen mit Erwin Panofsky ein Studium der Kunstgeschichte in Hamburg auf. Als Student befasste er sich mit der Symbolwelt der humanistischen Ikonologie. Sein besonderes Interesse galt den Werken Cesare Ripas. In seiner Dissertation befasste er sich mit der Bedeutung römischer Ruinen für die Kultur Europas. Die Promotion 1935 konnte Heckscher nicht mehr bei Panofsky ablegen, da dieser vor den Nationalsozialisten in die USA geflohen war.
Heckscher fühlte sich als „Halbjude“ vom Nationalsozialismus bedroht und folgte Panofsky unmittelbar nach der Promotion an das Institute for Advanced Study in Princeton, New Jersey. Hier absolvierte er ein akademisches Jahr und reiste 1937 an das Warburg Institute in London, für das er als freier Mitarbeiter tätig wurde. Während des Zweiten Weltkriegs galt Heckscher als Enemy Alien. Aus diesem Grund wurde er 1940 nach Kanada deportiert und lebte dort bis 1941 in Lagerhaft. Während der Haftzeit unterrichtete Heckscher Mitgefangene und bereitete sie dadurch auf die Aufnahmeprüfung an kanadischen Universitäten vor.
Nach Kriegsende übernahm Heckscher von 1955 bis 1966 einen Lehrauftrag der Universität Utrecht. Anschließend lehrte er von 1966 bis 1974 als Benjamin N. Duke Professor an der Duke University in Durham und hatte von 1970 bis zu seiner Emeritierung das Amt des Museumsdirektors inne. Den Ruhestand verbrachte Heckscher in Princeton, wo er zu Emblemen forschte.
William Heckscher war verheiratet mit Roxanna Heckscher, sie hatten drei Töchter und er hatte zum Todeszeitpunkt fünf Enkelkinder.

## Wirken
Heckscher beschäftigte sich insbesondere mit der von Aby Warburg und Erwin Panofsky begründeten Ikonologie. Zudem widmete er sich Themenfeldern, die zu seiner Zeit wenig Beachtung fanden. Hierzu gehörte die Emblematik als Kunstform des Humanismus und des Barock. Heckscher befasste sich auch mit Bedeutung und Entstehen und Kunstsammlungen und Ausstellungen und den Zusammenhängen zwischen bildender Kunst und Literatur.
Der Kunsthistoriker verfasste umfangreiche Aufsätze, die in den jeweiligen Fachgebieten als Pionierleistungen angesehen werden. Auf dem XXI. Internationalen Kongress für Kunstgeschichte 1964 hielt er einen Vortrag mit dem Titel „The Genesis of Iconology“, der als besonders wichtiges Werk für die Kunstgeschichte gilt. Heckscher beschrieb daran die historischen und kulturellen Bedingungen, unter denen Forschungsmethoden zur Ikonologie entstanden.
Heckscher verfügte über ein umfangreiches Archiv mit mehreren Zettelkästen sowie Bildern und Texten. Diese sowie sämtliche Arbeitsmaterialien und Korrespondenzen werden in einem nach ihm benannten Institut im kunstgeschichtlichen Seminar der Universität Hamburg aufbewahrt. Für die Fachöffentlichkeit sind die Werke im sogenannten Warburg-Haus der Universität einsehbar.